# CA Liberal Argentino
Club Atlético Liberal Argentino – argentyński klub piłkarski z siedzibą w mieście Buenos Aires.

## Osiągnięcia
- Mistrz drugiej ligi (2): 1923, 1931
- puchar zawodów[potrzebny przypis]:
  - drugiej ligi (1): 1916
  - trzecia liga (1): 1915

## Historia
Klub Club Atlético Liberal Argentino założony został w 1906 roku. W 1911 roku wielu piłkarzy klubu Club Almagro przeniosło się do klubu Liberal Argentino – w 1916 wrócili do Almagro. W 1923 roku klub awansował do pierwszej ligi mistrzostw organizowanych przez federację piłkarską Asociación Amateurs de Football. W pierwszoligowym debiucie w 1924 roku Liberal Argentino zajął 20. miejsce.
W 1925 klub zajął 11. miejsce, a w 1926 23. miejsce. W 1927 doszło do połączenia konkurencyjnych federacji piłkarskich – w połączonej lidze Liberal Argentino zajął 22. miejsce. W 1928 klub zajął 34. miejsce i spadł z ligi.
W 1931 roku Liberal Argentino awansował do pierwszej ligi amatorskiej organizowanej przez uznawaną przez FIFA federację Asociación Argentina de Football. Równolegle rozgrywki ligi zawodowej prowadziła wówczas federacja Liga Argentina de Football.
W 1932 roku Liberal Argentino zajął 11. miejsce, w 1933 8. miejsce, a w 1934 20. miejsce. W 1935 konkurencyjne federacje piłkarskie połączyły się, tworząc nową federację Asociación del Football Argentino, a oficjalną pierwszą ligą została liga zawodowa. Ponieważ Liberal Argentino pozostał w dotychczasowej lidze amatorskiej, przestał być klubem pierwszoligowym.
Liberal Argentino spędził w pierwszej lidze 8 sezonów, w trakcie których rozegrał 213 meczów, wygrywając 60, remisując 49, przegrywając 104 i uzyskując 169 punktów. Klub zdobył 220 bramek i stracił 335 bramek.
Klub Liberal Argentino rozwiązany został w latach 30.